# Pinang Belarik
Pinang Belarik is een bestuurslaag in het regentschap Muara Enim van de provincie Zuid-Sumatra, Indonesië. Pinang Belarik telt 2397 inwoners (volkstelling 2010).